# Vasabron
Le Vasabron est un pont automobile, cycliste et piétonnier situé dans le centre-ville de Stockholm en Suède.

## Description
Le Vasabron enjambe le Norrström et permet à l'avenue Vasagatan de relier le centre-ville de Stockholm entre Gamla stan, le palais Bondeska et les quartiers de la gare centrale et de la poste principale. 
Le pont mesure 207,6 mètres de long, 17,7 mètres de large et il repose sur 7 arches de 32 mètres de longueur.
Le pont doit son nom en l'honneur du roi Gustave Ier Vasa. 
L'édifice est marqué en bleu par le Musée de la ville de Stockholm, ce qui constitue la protection la plus forte et signifie « que le bâtiment est considéré comme ayant des valeurs culturelles et historiques exceptionnellement élevées ».